# De erfgenaam (stripalbum)
De erfgenaam is het eerste album uit de stripreeks Largo Winch, waarin de jonge Joegoslaaf Largo Winch een van corruptie doordrenkt miljardenbedrijf erft. Het vormt samen met het volgende album, Groep W, een doorlopend verhaal.

## Het verhaal
De baas van de miljardenholding Groep W, Nerio Winch, heeft op het dak van het Winch Building in New York een geheime ontmoeting met een van de medebestuurders binnen de holding, wiens gezicht in dit deel van het verhaal buiten beeld blijft. Nerio Winch heeft deze man bij zich geroepen nadat hij hem heeft betrapt op diefstal uit de bedrijfskas. Nerio Winch' ware bedoeling is niet om deze man publiekelijk te ontmaskeren; hij wil dat iemand zo snel mogelijk een eind aan zijn leven maakt omdat hij lijdt aan terminale kanker. In plaats van Nerio Winch op diens eigen verzoek dood te schieten gooit de medebestuurder Winch van het dak af, zodat het voor de buitenwereld op een zelfmoord lijkt. De moordenaar kan zo namelijk zijn eigen plan − het overnemen van Groep W − ongehinderd uitvoeren.
De volgende dag, tijdens de raadsvergadering van Groep W, deelt de tweede man van de holding, John Sullivan, aan alle onderbestuurders mee hoe het nu verder moet: de 26-jarige Joegoslaaf Largo Winczlav, die als peuter door Nerio – die zelf geen kinderen had – werd geadopteerd uit een weeshuis, is officieel tot Nerio's erfgenaam benoemd. Largo wordt dus de nieuwe grote baas van de miljardenholding.
Ongeveer op hetzelfde moment dat Nerio in New York wordt vermoord, wordt Largo in Istanboel opgepakt op verdenking van de moord op een Turkse winkelier (in werkelijkheid gepleegd door de huurmoordenaar Harry Henke). Wat hier in werkelijkheid speelt is dat Nerio's moordenaar Largo al een tijd in het vizier had en in Istanboel medeplichtigen heeft ingeschakeld. Met hulp van de Zwitserse dief Simon Ovronnaz weet Largo uit de gevangenis te ontsnappen. Largo en Simon vluchten naar het huis van de Engelse consul in Istanboel, waar ze worden opgevangen door de dochter van de consul, Charity Atkinson, en haar vriendin Sue Ann. Er volgt een onenightstand.
Als er kort daarop bij het huis van de consul een doodseskader verschijnt, dat werd gestuurd door de Japanse generaal Karadyi in opdracht van degene die zelf alle macht binnen Groep W wil, weten ze de aanval min of meer af te slaan. Sue Ann komt echter om het leven. Simon, Largo en Charity vluchten naar een nabijgelegen vliegveld waar inmiddels de privéjet van Largo Winch klaarstaat. Largo krijgt van een van de inzittenden te horen dat zijn vader drie dagen geleden is overleden. Hij moet nu naar New York om zijn erfenis in ontvangst te nemen.
Voordat hij met de rest meegaat weet Simon nog wraak te nemen op Karadayi, die hij zwaar verwondt met een machinegeweer.

## Personages
- Charity Atkinson ( Verenigd Koninkrijk; p. 36)
- André Bellecourt ( Frankrijk; p. 17)
- Gulsah Beliler ( Turkije; p. 14)
- Cathy Blackman ( Verenigde Staten; p. 11)
- Waldo Buzetti ( Verenigde Staten; p. 17)
- Michel Cardinac ( Frankrijk; p. 3)
- Dwight Cochrane ( Verenigde Staten; p. 11)
- Robert Cotton ( Verenigde Staten; p. 17)
- Joop van Dreema ( Nederland; p. 17)
- Stephen Dundee ( Verenigde Staten; p. 17)
- Emil Jaramale ( Mexico; p. 17)
- Freddy Kaplan ( Monaco; p. 48)
- Generaal Karandayi ( Turkije; p. 27)
- Simon Ovronnaz ( Zwitserland; p. 19)
- Marcello Scarpa ( Italië; p. 17)
- Leonard Scott ( Zuid-Afrika; p. 17)
- John Sullivan ( Verenigde Staten; p. 11)
- Georg Wallenstein ( Duitsland; p. 17)
- Sir Basil Williams ( Verenigd Koninkrijk; p. 17)
- Largo Winczlav ( Joegoslavië; p. 8)
- Nerio Winch ( Verenigde Staten; p. 3)

### Overige personen
- Harry Henke (Benny) (p. 8)
- Hobbart (p. 16)
- Sue Ann (p. 36)
- Turkse bewaker (p. 16)
- Turkse minister (p. 27)